# سیلوی وارتان
سیلوی ژرژ وارتان (فرانسوی: Sylvie Vartan‎؛ ارمنی: Սիլվի Վարդանյան؛ زادهٔ ۱۵ اوت ۱۹۴۴) خواننده و بازیگر فرانسوی ارمنی‌تبار است. وی از سال ۱۹۶۱ میلادی تاکنون مشغول فعالیت بوده‌است. وی همچنین برنده جوایزی همچون لژیون دونور شده‌است.
از فیلم‌های او می‌توان به فرشته سیاه و مبلغان اشاره کرد.